# Vicente Guerrero Sección Cuba
Vicente Guerrero Sección Cuba es una localidad del municipio de Balancán ubicado en la subregión de los Ríos del estado mexicano de Tabasco.

## Geografía
La localidad se ubica a 9.0 kilómetros (en dirección oeste) de la localidad de Balancán de Domínguez, la cabecera y lugar más poblado del municipio. Se sitúa en las coordenadas geográficas 17°47′00″N 91°37′06″O / 17.783333, -91.618333, a una elevación de 10 metros sobre el nivel del mar.

## Demografía
Según el Conteo de Población y Vivienda 2020, efectuado por el Instituto Nacional de Estadística y Geografía, la localidad de Vicente Guerrero Sección Cuba tiene 127 habitantes, de los cuales 68 son del sexo masculino y 59 del sexo femenino. Su tasa de fecundidad es de 3.35 hijos por mujer y tiene 39 viviendas particulares habitadas.
| Gráfica de evolución demográfica de Vicente Guerrero Sección Cuba entre 1990 y 2020 |
|                                                                                     |
| INEGI.                                                                              |